# Francesco Caracciolo (helgon)
Francesco Caracciolo, född Ascanio Pisquizio 13 oktober 1563 i Villa Santa Maria, Abruzzo, död 4 juni 1608 i Agnone, var en italiensk romersk-katolsk präst och ordensgrundare. Han helgonförklarades 1807 och hans minnesdag infaller den 4 juni.